# Kyoto (film, 1963)
Pour les articles homonymes, voir Kyoto (homonymie).
Pour plus de détails, voir Fiche technique et Distribution.
Kyoto (古都, Koto) est un film japonais réalisé par Noboru Nakamura, sorti en 1963.

## Synopsis
Chieko et Naeko sont orphelines et jumelles. Enfants, elles ont été placées dans des familles adoptives différentes. Lorsqu'elles se rencontrent par hasard dans Kyoto, elles sont frappées de leur ressemblance, elles devinent qu'elles ont un lien de parenté.

## Fiche technique
- Titre : Kyoto[1]
- Titre original : 古都 (Koto?)
- Titre anglais : Twin Sisters of Kyoto
- Réalisation : Noboru Nakamura
- Scénario : Toshihide Gondo d'après le livre Koto de Yasunari Kawabata
- Photographie : Tōichirō Narushima
- Montage : Hisashi Sagara
- Direction artistique : Junichi Ōsumi
- Producteur : Ryōtarō Kuwata
- Société de production : Shōchiku
- Musique : Tōru Takemitsu
- Pays :  Japon
- Langue originale : japonais
- Format : couleur - 2,35:1 - Format 35 mm - son mono
- Genre : drame
- Durée : 107 minutes (métrage : 7 bobines - 2 897 m[2])
- Date de sortie :
  - Japon 13 janvier 1963[2]

## Distribution
- Shima Iwashita : Chieko / Naeko
- Hiroyuki Nagato : Hideo Otomo, le tisserand
- Seiji Miyaguchi : Takichiro Sada, le père adoptif de Chieko
- Yoshiko Nakamura : Shige, la mère adoptive de Chieko
- Tamotsu Hayakawa : Shin'ichi Mizuki, un ami de Chieko
- Teruo Yoshida : Ryusuke Mizuki, le frère aîné de Shin'ichi
- Eijirō Tōno : Sosuke Otomo, le père de Hideo
- Haruo Tanaka : le comptable de la maison de kimono
- Michiyo Tamaki : Masako
- Chieko Naniwa : tenancière d'une maison de geisha
- Eijirō Yanagi : le père de Ryusuke et de Shin'ichi

## Distinctions
Sauf indication contraire, les informations mentionnées dans cette section peuvent être confirmées par la base de données cinématographiques IMDb,  présente dans la section « Liens externes ».

### Récompenses
- 1963 : prix du meilleur film à l'Asia-Pacific Film Festival
- 1964 : prix Mainichi du meilleur acteur dans un second rôle pour Hiroyuki Nagato et de la meilleure photographie pour Tōichirō Narushima[3]

### Sélections
- 1964 : Kyoto est sélectionné pour l'Oscar du meilleur film en langue étrangère[4]